# Théo Tobiasse
Théo Tobiasse, nacido Tobias Eidesas (Jaffa, Mandato británico de Palestina, 26 de abril de 1927 - Cagnes-sur-Mer,  3 de noviembre de 2012) fue un pintor, diseñador y escultor francés.

## Datos biográficos

### Juventud y familia
Hijo pequeño de Chaïm (Carlos) Eidesas y Brocha (Berta) Slonimsky originarios de Kaunas en Lituania, Théo Tobiasse nació en el Mandato británico de Palestina en 1927, donde sus padres, de confesión judía, vivían desde 1925, lejos de la amenaza de los pogromos y agitaciones políticas de la Europa del Este. La familia se encontró con dificultades materiales y decidió regresar a Lituania, para recabar finalmente en París en 1931 donde su padre tipografo encontró trabajo en una imprenta rusa.
Théo Tobiasse mostró pronto disposición para el dibujo y la pintura, y durante una visita a la Exposición especializada de 1937, celebrada en París, quedó maravillado por la pintura de Raoul Dufy el Hada Electricidad -en francés: La Fée Électricité.
El fallecimiento de su madre (en junio de 1939) seguido por el estallido de la Segunda Guerra Mundial, la ocupación alemana en París, portar la Insignia amarilla y su inscripción en la Escuela nacional superior de artes decorativas (fr) rechazada por razones raciales, convulsionaron su vida. Se matriculó en un curso privado de diseño publicitario en el Bulevar Saint-Michel, que abandonó nueve meses más tarde debido a que escapando de la redada del Velódromo de Invierno (fr) en julio de 1942, su familia se vio obligada a esconderse en un apartamento en París durante dos años. Con la liberación de París, comenzó rápidamente une carrera de grafista publicitario con el impresor de arte Draeger, y realizó igualmente cartones para tapicería, decorados de teatro y los escaparates de Hermès en la calle del Faubourg Saint-Honoré.
En 1950, obtuvo la nacionalidad francesa y se instaló en Niza en Alpes-marítimos, donde continuó su carrera de grafista publicitario.